# Euplexia saldanha
Euplexia saldanha är en fjärilsart som beskrevs av Felder 1874. Euplexia saldanha ingår i släktet Euplexia och familjen nattflyn. Inga underarter finns listade i Catalogue of Life.